# Gare de Saint-Dalmas-de-Tende
La gare de Saint-Dalmas-de-Tende est une gare ferroviaire française de la ligne de Coni à Vintimille, située sur le territoire de la commune de Tende, dans le département des Alpes-Maritimes, en région Provence-Alpes-Côte d'Azur.
L'imposant bâtiment a été construit par les chemins de fer italiens à la demande de Benito Mussolini dans les années 1920 à l'époque où Tende était une commune italienne, frontalière de la France.
Le bâtiment est aujourd'hui fermé et la gare est une halte voyageurs de la Société nationale des chemins de fer français (SNCF), desservie par des trains TER Provence-Alpes-Côte d'Azur et des trains italiens de la société Trenitalia.

## Situation ferroviaire
Établie à 696 mètres d'altitude, la gare de Saint-Dalmas-de-Tende est située au point kilométrique (PK) 58,1 de la ligne de Coni à Vintimille, entre les gares de La Brigue et de Fontan - Saorge.

## Description
La gare est située dans le hameau de Saint-Dalmas, dans la commune de Tende, dont le village est situé plus en amont sur la Roya. 
Le bâtiment est long de plus de 120 m pour une largeur de 15 m avec un corps central de 3 étages, flanqué de deux longues ailes plus basses, avec d'autres avant-corps. Le bâtiment est recouvert d'un toit de tuiles, en pavillon ou à deux versants. La décoration extérieure est de style néo-baroque avec des pilastres et les murs du corps central bi-chromes.

## Histoire
L'imposante gare de Saint-Dalmas-de-Tende a été construite par les chemins de fer italiens pour le compte de Mussolini
La gare frontalière a été inaugurée en 1928 à l'occasion de l'ouverture de la ligne ferroviaire Nice-Coni. Elle devient française avec le rattachement de Tende et de La Brigue à la France en 1947.
Le dictateur italien  avait une maison de campagne à Saint-Dalmas que l'on peut voir depuis la gare. Inversement, le dictateur pouvait garder un œil sur la gare construite sur ses ordres[réf. nécessaire].
Le bâtiment voyageurs, immense bâtisse en pierre de taille aujourd'hui à l'abandon et aux entrées murées, doit cette apparence démesurée pour une halte de village, à son statut de gare frontière italienne jusqu'en 1947. Ces bâtiments étaient utilisés des années 1950 aux années 1980 par une colonie de vacances de la SNCF.
Au sud, la gare de Fontan-Saorge remplissait le même rôle de gare frontalière, côté français. Le bâtiment, moins imposant, mais tout aussi démesuré pour une halte, abrite aujourd'hui un centre de vacances SNCF.

### Occupation par des migrants
Le 20 octobre 2016, Cédric Herrou a été arrêté après que lui et trois autres militants ont occupé l'ancienne gare SNCF de Saint-Dalmas-de-Tende. Herrou aidait une cinquantaine de migrants, principalement originaires d'Érythrée et du Soudan, pour les loger dans la gare désaffectée,,. Le procureur, qui a nommé les actions de Herrou de « nobles », a demandé huit mois de prison avec sursis,. Le 10 février 2017, un tribunal de première instance de Nice condamne Herrou pour avoir aidé des arrivées illégales d'une amende de 3 000 € mais le relaxe pour l'aide au séjour et à la circulation d'étrangers en situation irrégulière,. Le parquet fait appel devant la cour d'appel d'Aix-en-Provence. Le 8 août 2017, la cour d'appel d'Aix-en-Provence condamne l'agriculteur à quatre mois de prison avec sursis pour avoir aidé quelque deux cents migrants à traverser la frontière italienne et de 1 000 € de dommages et intérêts pour occupation illicite d'un bâtiment de la SNCF.

## Fréquentation
De 2015 à 2023, selon les estimations de la SNCF, la fréquentation annuelle de la gare s'élève aux nombres indiqués dans le tableau ci-dessous.
| Année     | 2015  | 2016  | 2017  | 2018  | 2019  | 2020  | 2021  | 2022  | 2023  |
| --------- | ----- | ----- | ----- | ----- | ----- | ----- | ----- | ----- | ----- |
| Voyageurs | 7 171 | 7 654 | 7 356 | 4 602 | 5 949 | 3 695 | 2 073 | 6 077 | 6 921 |

## Service des voyageurs

### Accueil
Halte de la SNCF, c'est un point d'arrêt non géré (PANG) à entrée libre.

### Desserte
Saint-Dalmas-de-Tende est desservie par des trains TER Provence-Alpes-Côte d'Azur, qui effectuent des missions entre les gares de Nice-Ville et celle de Tende. Elle est également desservie par des trains italiens circulant entre Vintimille et Coni.

### Intermodalité
Un parking est aménagé aux abords de la gare.